# Reventador
Le Reventador est un volcan actif d'Équateur culminant à environ 3 660 mètres d'altitude entre les provinces de Sucumbíos et de Napo.

## Géographie

### Localisation
Le Reventador se situe dans le Nord-Est de l'Équateur, proche de la frontière colombienne et à 90 km au nord-est de la capitale Quito. Il domine la ville de Salado au sud, Manuel Galindo au sud-est, El Reventador au nord-est et la ville de San Rafael à l'est. Il est situé à l'est du Cayambe, au nord-est de l'Antisana, au sud-est de l'Imbabura (volcan), au nord du Sumaco et au sud du Soche. Il est bordé au sud-est par la rivière Coca. Il se situe dans la chaîne suborientale des Andes, proche de la forêt amazonienne.
Jusqu'au 9 novembre 2012, le point culminant du volcan est constitué du rebord du cratère sommital à 3 562 mètres d'altitude. Depuis cette date, en raison de la croissance d'un dôme de lave, celui-ci dépasse en altitude le rebord du cratère et devient ainsi le nouveau point culminant de la montagne, atteignant environ 3 660 mètres d'altitude fin janvier 2013.

### Climat
En raison de sa situation à la fois dans la cordillère des Andes et proche de la forêt amazonienne, son climat est de type montagnard et équatorial.

## Histoire éruptive
L'histoire du Reventador est un mélange de phases d'édification et de destruction d'un cône, par effondrement latéral. Ces effondrements successifs ont formé une caldeira d'avalanche, large de 4 kilomètres et ouverte vers l'est. À l'intérieur se dresse un stratocône qui canalise l'activité actuelle.
Il est entré en éruption en 1561, 1691, 1797, 1856, 1898, 1905, 1926, 1972, 1973, 1976, 2002, 2004 et en 2008, date depuis laquelle il est toujours en éruption.

## Risques volcaniques
Le Reventador est un volcan dangereux ; il existe des risques de nuée ardente, de panache volcanique, de coulée de lave et de lahar. Il connaît des éruptions stromboliennes et péléennes. Il pourrait recouvrir des villes sous une couche de cendres volcaniques comme en 2002 avec la ville de Quito.

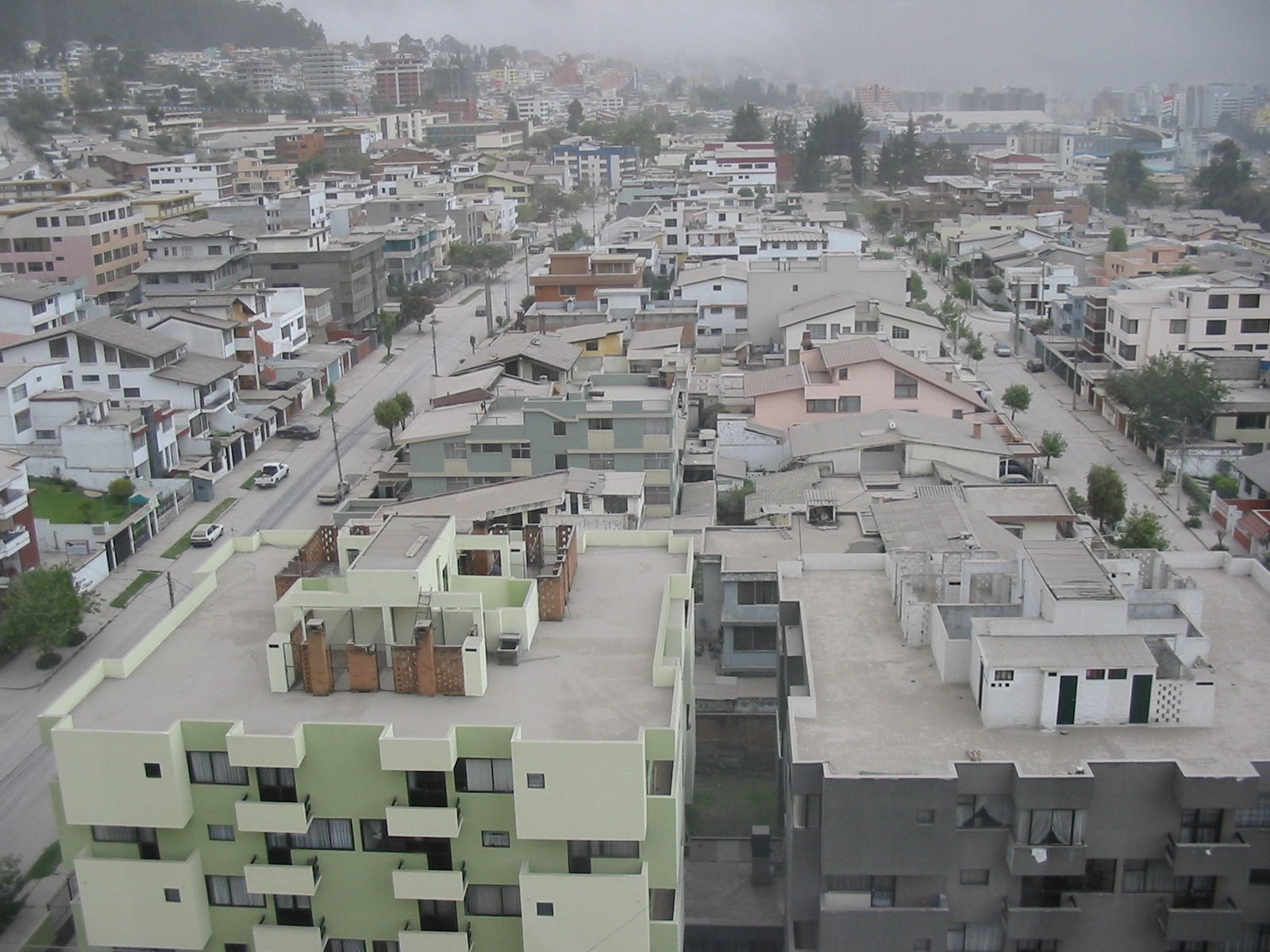
Vue de Quito sous la cendre le 3 novembre 2002.